# South End Press
South End Press est une maison d'édition américaine à but non lucratif organisée sur un modèle participatif. Fondée en 1977 notamment par Michael Albert et basée à Cambridge (Massachusetts), elle publie essentiellement des ouvrages de militants politiques comme Noam Chomsky, bell hooks, Winona LaDuke, Arundhati Roy et Howard Zinn.